# Thlaspi elegans
Thlaspi elegans är en korsblommig växtart som beskrevs av Pierre Edmond Boissier. Thlaspi elegans ingår i släktet skärvfrön, och familjen korsblommiga växter. Inga underarter finns listade i Catalogue of Life.